# وسیطه
وسیطه (به عربی: الوسیطة) یک منطقهٔ مسکونی در لیبی است که در استان جبل‌الاخضر واقع شده‌است.